# کتایون خسرویار
کتایون خسرویار (زاده ۱ فروردین ۱۳۶۶ در تالسا، اکلاهما)، مربی ایرانی-آمریکایی تا ۱۷ سالگی در آمریکا زندگی کرده‌است. در سال ۲۰۰۵ به ایران آمد تا فوتبال بازی کند. همان زمان که در ایران بازی می‌کرد، به فکر مربیگری هم بود و در کلاس‌های مربیگری هم شرکت می‌کرد و در حال حاضر هم تنها به مربیگری فوتبال شرکت می‌کرد. خسرویار پس از پایان دوران بازیگری اش خیلی زود سرمربی تیم ملی دختران نونهال شد و در نهایت مربیگری را انتخاب کرد. در اکلاهما به دنیا آمده‌است و برای تیم ملی ایران گلزنی کرد.
او که سابقه پوشیدن پیراهن تیم ملی ایران را هم در کارنامه دارد، خسرویار که در سال ۱۳۸۷ کاپیتان تیم ملی شد، خیلی زود به حوزه مربیگری وارد شد و هم‌اکنون دارای مدرک A آسیا است. در نظرسنجی سایت فوتبال زنان آمریکا سرمربی تیم فوتبال جوانان بانوان ایران با ۵۶ درصد به عنوان نخست دست یافت. در سال ۲۰۱۴ او به عنوان اولین بانوی ایرانی مدرک A را از فیفا دریافت کرد.
خسرویار که در تیم‌های آمریکایی فوتبال بازی کرده و در انگلیس و اسپانیا درس خوانده‌است. در سال ۲۰۱۸ میلادی معادل با ۱۳۹۷ خورشیدی هدایت تیم فوتبال دختران زیر ۱۹ سال ایران را برعهده گرفته‌است.
کتایون خسرویار دارای مدرک کارشناسی ارشد مهندسی شیمی از دانشگاه بیرمنگام انگلستان است و اخیراً دومین مدرک کارشناسی ارشد را در رشته امور جهانی در دانشگاه رایس به پایان رسانده است. 